# Samlingstoner
Samlingstoner är en psalmbok med "Sånger för ungdoms- och väckelsemöten" som utgavs 1919 av Axel Söderberg, Hjalmar Danielsson och Alfred Säther på B. M.:s Förlags AB.  i Stockholm 1922 gavs den ut i en fjärde upplaga. Verket innehåller 260 numrerade sånger och ett tolfte kapitel med Körer. Sångerna är indelade efter karaktär i nummer ordning.
Det sistnämnda utgör en sång med begynnelsebokstäverna i verserna i alfabetisk ordning från A till Ä. Häftet, som 1922 omfattar 192 sidor, innehåller ett versregister, men inget författar- eller kompositörsregister.

## Musik till Samlingstoner
År 1919 gavs koralboken Musik till Samlingstoner ut, vilken redan 1921 gavs ut i en ny reviderad upplaga. Den innehåller noter till alla sångerna, utom "Körer", för sopran, alt, tenor och bas.

## I. Samlingssånger
1. Gud är trofast, o min själ
2. Vi ha en Gud med evig makt och ära
3. Så älskade Gud världen all
4. O höjd av kärlek, djup av nåd
5. Stäm in i änglars kor
6. Min fader regerar mång tusende land
7. Det är en ros utsprungen Finns på Wikisource.
8. Kom, låtom oss på barnavis
9. Kom, låtom oss förenas här
10. Det finns ett hjärta, som för dig ömmar

## II. Bönesånger
11. Fräls, Jesus, fräls!
12. Uti morgonstunden
13. Dyre Jesus, drag mitt hjärta
14. Dyre Jesus, lotsa mig
15. Jesus du, som dött för mig
16. Herre, giv en stilla ande
17. Gå ej mig förbi, o Jesus
18. Frälsare, tag min hand Finns på Wikisource.
19. Varhelst du går, min Jesus kär
20. Jesus kär, var mig när Finns på Wikisource.
21. Jesus för världen givit sitt liv Finns på Wikisource.
22. Helge Ande, sänk dig neder
23. Så tag nu mina händer Här finns melodin
24. I den stilla aftonstund
25. Tidens klippa, i din rämna
26. Jesus, själens enda tröst
27. Jag vet en vrå
28. Gör oss brinnande i anden
29. Låt Anden falla över oss som fordom
30. Skurar av nåd skola falla Finns på Wikisource.
31. Helge Ande, trogna vakt
32. Helge Ande, rika flöde
33. Hur många hinder komma på

## III. Ungdomssånger
34. Huru mången det är
35. Ungdom i världen Finns på Wikisource.
36. I jublande vårdag
37. Sök Herren nu i dina ungdomsdagar
38. Hur skönt i livets blomma
39. O, du starka ungdomstrupp
40. Gå nu i livets morgon
41. Herre Jesus, tag mitt hjärta
42. Hur stort, hur skönt, vad glädje skön
43. Hur skall en yngling vandra
44. De fly så snart
45. Jag är ung, jag är glad
46. O, hur stort att tro på Jesus uti unga år Finns på Wikisource.
47. Yngling, redan i din ungdomsvår

## IV. Väckelsesånger
48. Själ, i stormens brus
49. Vill du från syndernas börda bli fri?
50. Jesus, full av kärlek, ropar
51. Har du mod att följa Jesus?
52. Dröjer du än, o broder?
53. Livets dag den är så kort
54. O, öppna ditt hjärta för Herren
55. Lyssna själ! Vem är som klappar
56. Här kommer en främling från fjärran ort
57. Lever du det nya livet
58. Kan du giva ditt hjärta för tidigt åt Gud Finns på Wikisource.
59. Sökande hjärta, kom!
60. Det är fullkomnat
61. Skynda till Jesus, tveka ej mer
62. Kom, o kom, du betryckta själ
63. Kära själ, som irrar fjärran
64. Lämna dig helt åt Jesus Finns på Wikisource.
65. Har du intet rum för Jesus
66. Jesus så kärleksfullt kallar nu dig
67. Kom som du är till din Jesus
68. Se blott på Jesus
69. Rum invid korset för varje själ
70. Du som uti världen
71. Har du lägrat dig vid gränsen
72. Frälsning i Jesus allena
73. Det är ett fast ord och i all måtto
74. Hör vad under Gud har gjort
75. Jag är en främling här
76. Härligt nu skallar
77. Se, de nittionio vila tryggt
78. Vi böljar denna skara, säg
79. Från det slaktade Guds lamm
80. Vem kommer näst att följa Jesus
81. Är det intet för dig

## V. Frälsningssånger
82. Kärlek utan gränser, rik och fri
83. Tvivla ej på frälsarens makt
84. Ack, säg mig, vad är det för en bjudning
85. Du som din skatt på jorden äger
86. Kärlek från vår Gud väller stilla ut
87. Jesus undfår syndare
88. Ring i himlens klockor
89. Invid korset blev jag renad
90. Klippan står fast
91. Jag är en kristen, känner du min fana
92. Huru ljuvlig, hur öm var ej mästarens röst
93. Strömmen från min frälsares sår
94. Underbar kärlek så stor
95. Det går från örtagården
96. Ej silver, ej guld har förvärvat mig frälsning
97. Vid levande källan jag vilar förnöjd
98. Se, mängden mot Golgata skrider
99. Du kallar mig så ljuvt

## VI. Trossånger
100. Jag har hört, att min Jesus har älskat så ömt
101. Jag funnit en reningsflod
102. Jag har funnit Sarons blomma
103. Gud, jag frågar ej efter varken makt eller guld
104. Klädd i Guds Frälsning jag står
105. Hur underlig är du i allt vad du gör
106. Kom du, som älskar Gud
107. Tro dig igenom, hoppas på Gud
108. Vår Gud giver löfte
109. Allenast i hopp till Gud
110. Ack, saliga stund utan like
111. När jag i tron min Jesus ser
112. Löftena kunna ej svika
113. Ljuv är min tillflykt
114. Den, som tror på Herren
115. O Jesus, jag ej glömma kan
116. En underbar, underbar tillflykt jag har
117. Många stormar gå i tiden
118. Kära själ, du som älskar Jesus
119. Blicka upp, blicka upp
120. Om vi hade endast solsken året om
121. Ack, lär mig sjunga om din nåd
122. O, kasta din omsorg på Herren
123. Om dagen vid mitt arbete
124. Han kärlesfullt mig sökte
125. Evad dig möter, käre vän
126. Hur ofta under färden
127. Trygg i min Jesu armar
128. Blive det på jorden
129. Fordom var min väg med Jesus
130. O, jag har en vän, som älskar mig
131. Alla tvivel bär till Jesus
132. I Jesus jag salig är vorden
133. Jag var borta ifrån Herren
134. Låt mig få höra om Jesus
135. Är du maktlös, är din själ bedrövad
136. O, min Jesus, du aldrig kan glömma
137. Herre, låt ingenting binda de vingar
138. Nu har det ingen nöd, Jesus är min
139. O, det finns ingen vän lik Jesus

## VII. Helgelsesånger
140. Har du hört, hur Daniel i Babel
141. Ingen lik Jesus i lust och smärta
142. År Jesus när, då mitt hjärta är
143. Du som ofta klagar under vandringen
144. Min älskade frälsare drog mig
145. Eld från himlen kom!
146. Jag har en vän i Jesus
147. Guds kärleks flod så full av frid
148. Det finns en underbar källa
149. Se, från helgedomen flyter
150. Behåll min själ från dag till dag
151. Guds kärlek den liknar en stor ocean
152. Köpt ifrån jorden — o, huru väl
153. När Jesus uppstått ur sin grav
154. Jag längtar, o Jesus, att helt bliva din
155. O Gud, du klara rena låga
156. Herre se, vi vänta alla
157. Min Jesus, min Jesus, mitt hjärta intag
158. Lev för Jesus! intet annat
159. Om jag ägde allt, men icke Jesus
160. Vila jag sökte i världen vid
161. Avskild för min Herres räkning
162. Jag har en vän så härlig
163. Till Jesus varje dag mitt hjärta drages
164. Om någon till ont mig locka vill
165. Jag törstar och jag längtar
166. Herre, vid ditt kors i dag
167. Du, som av kärlek varm
168. Ett stilla barnahjärta
169. Helga min själ och sinn'
170. Vill du äga Jesus
171. Mera av Jesus!
172. Ned uti dalen med min Jesus trygg jag går
173. Närmare min Gud jag vill
174. Närmare, o Jesus Krist, till dig
175. Endast korsets väg leder hem till min Gud
176. Korsfäst med Jesus ej mer lever jag

## VIII. Lovsånger
177. Nu sjungom Gud i barnslig fröjd
178. Gud ske lov min själ är frälst
179. Nu är syndens boja krossad
180. Jag är så glad, att mig Gud håller kär
181. Aldrig tröttna vi att sjunga
182. Din kärlek högre än all kunskap är
183. Min fulla förlossning i Jesus jag fann
184. Jag är Guds sälla barn
185. Gå, Sion, din konung att möta
186. O, djup av kärlek i frälsarens bröst
187. Min Jesus, min konung, hur dyrbar han är
188. Jubla nu, mitt sälla hjärta
189. O, jag är säll uti Jesus!
190. Jesus allena mitt hjärta skall äga
191. Saliga visshet, Jesus är min
192. O, vilken ljuvlig tid
193. Säg mig, du segersälla själ
194. Glad i mitt sinn', sjunga jag vill
195. Jag har en vän, som älskar mig
196. Jag kan icke räkna dem alla
197. O, hur salig jag nu är
198. Livets strömmar härligt flyta
199. Hela vägen Jesus leder mig

## IX. Verksamhetssånger
200. Sjung evangelium om Jesus
201. Lyft den högt, den vita fanan
202. Rädda de döende
203. O, skördemän skynden på fälten ut!
204. Vi äro skördemän åt Gud
205. Tänk, vilken underbar nåd av Gud
206. Vet du väl, att världen längtar
207. Se, hur på syndens och lustarnas hav
208. O, sprid det glada bud
209. Endast en solens strimma
210. Vill du leva, vill du verka
211. Gör det lilla du kan
212. O, var äro de, som på Andens bud
213. Låt oss sprida solsken
214. Måste då jag gå så tomhänt
215. Från ljusets kullar, kristna här
216. Så långt som havets bölja går
217. Bjud dem in de många arma
218. Ej blott i hednavärldens länder

## X. Hemlandssånger
219. Vi draga framåt, sade Mose en gång
220. O, min tanke flyr hän till det härliga land
221. Snart randas en dag, så härlig och stor
222. Till de renas och heligas hemland vi tåga
223. Var finner jag vilan så skön
224. Du käre pilgrim i främlingslandet
225. Det ljusnar nu, det gryr till dag
226. =, hur saligt att få vandra
227. Det följer en morgon på svartaste natt
228. När solen lyktat dagens gång
229. Borde jag ej vara glad
230. En morgon utan synd jag vakna får
231. När jag från mödans och prövningarnas land
232. Min framtidsdag är ljus och lång
233. Guds barn de komma från alla land
234. I tidens aftonskymning
235. Solen sjunker bakom bergen
236. Ifrån glashavets stränder ett eko jag hör
237. När den evigt klara morgon gryr
238. Jesus kommer, Jesus kommer
239. Någon skall gå genom himlens port
240. När sorgen mig trycker på jordlivets stig
241. Vem är skatan, som syns glimma
242. När som livets stormar flytt
243. Hemland, där sol ej dalar
244. Invid porten där
245. När som domsbasunen ljuder
246. O, jag vet ett härligt land
247. Din jaspismur, de gators guld
248. Oss ett tusenårigt rike lovat är
249. O strålande krona
250. I sin kärlek, rik och stor
251. Städse på Sion jag tänker
252. När mitt livsverk är ändat
253. O, hur förgängligt allt är på jorden

## XI. Avslutningssånger
254. En tillflyktsort är urtidens Gud
255. Nu vi skiljas, systrar, bröder
256. Ack, skola vi, som samlats här
257. Tack. o Gid, för vad, som varit
258. O Jesu, bliv när oss
259. Pris Gud, i makt och kärlek stor
260. Amen, lov, ära, nu sjunga med fröjd

## XII. Körer
Det som i denna sångbok kallas körer är en alfabetiskt ordnad samling av texter till 59 onumrerade verser av olika längd. De är inte knutna till särskilda sånger och det framgår inte heller i Musik till Samlingstoner hur dessa verser sjöngs eller lästes. På några bokstäver finns flera verser, på någon bara en vers och slutligen saknas vers för några bokstäver. Ett representativt exempel på en vers är följande:
Kom, medan ögar tårfyllt är!
Kom, medan Gud dig nåd beskär!
Kom, medan Anden dig än är när!
Till Jesus och hans nåd!
Ett annat exempel är
Må vi alla hava olja
Uti våra lampor då,
Att vi må, när Jesus kommer,
In uti hans rike gå.

## Utgåvor
- Samlingstoner 1919
- Musik till Samlingstoner 1921 2:a reviderade upplagan
- Samlingstoner 1922